# دانيال فييرا
دانيل فافرا كاتب ومطور تشيكي بدأ مشواره في صنع ألعاب بالثانوية وكان معجب بألعاب مثل elder Scrolls وألعاب rpg . من أعماله سلسلة مافيا لكنه طلع من الاستديو التابع للسلسلة مع بداية تطوير الجزء الثالث من مافيا بسبب أنهم لم يعطوه الحرية الكافية.
طلع من الاستديو وصنع استديو خاص فيه إلي هو وورهورس عام 2011 وبدأ في تطوير لعبه محاكية للعصور الوسطى في التشيك في منطقة بوهيميا مي مقاطعة ساساو عام 2014 العب حازت علئ كثير من التغيرات، نزلت اللعبة في عام 2018 حازت على الكثير من الجوائز واسمها Kingdom come